# Tržní kolonáda
Tržní kolonáda (německy Marktkolonnade) je kolonáda v Karlových Varech na levém břehu řeky Teplé. Je kulturní památkou České republiky. Kolonáda zastřešuje pramen Karla IV. (původně zvaný Žrout), Zámecký pramen dolní a Tržní pramen. Stavba je bohatě vyřezávanou, otevřenou stavbou postavenou ve švýcarském stylu. Tržní kolonáda je ze tří stran uzavřena dřevěnými stěnami, její průčelí tvoří sloupová arkáda. Objekt vznikl v místech, kde původně stály nejstarší karlovarské lázně. U vývěru pramene Karla IV. si podle pověsti sám císař léčil nemocné končetiny. Původně byly prameny zakryty jednoduchým altánem s promenádní halou.

## Historie stavby
Tržní kolonáda byla postavena na místě staré karlovarské radnice, zbourané roku 1875, jako třetí ze čtyř současných karlovarských kolonád. Stavba byla dokončena v roce 1883 vídeňským tesařem Franzem Oesterreicherem. Z původně provizorní stavby, která měla být postavena z nedostatku financí na projekt podle architektů Fellnera a Hellmera pouze na dobu deseti let, se stala stavba, která svému účelu slouží dodnes.
Tržní pramen původně vyvěral v přilehlém domě Martkbrunn, který byl poškozen v roce 1890 povodní a následně stržen. Jeho stržení uvolnilo prostor pro pravé křídlo Tržní kolonády, které zastřešilo Tržní pramen v letech 1904–1905. V následujících letech mělo dojít k rozšíření kolonády, které by ji propojilo s Mlýnskou kolonádou. K této dostavbě již ale nedošlo. Začátkem 90. let 20. století prošla Tržní kolonáda rozsáhlou rekonstrukcí. V prostoru levého křídla kolonády nad vývěrem pramene Karla IV. je umístěn bronzový reliéf Adolfa Zörkela z roku 1939, který zachycuje pověst o objevení Vřídla. Dříve byl umístěn v původní Vřídelní kolonádě.